# Asai Chū
En aquest nom japonès, el cognom és Asai.
Asai Chū (浅井 忠; Tòquio, 22 de juliol de 1856—16 de desembre de 1907) va ser un pintor, un dels pioners en el desenvolupament de la pintura d'estil occidental (yōga).

## Biografia
Fill d'un samurai del clan Sakura. El 1875 va esdevenir deixeble de Kunisawa Shinkurō. L'any següent va començar a cursar estudis artístics a l'Escola Tècnica de Belles Arts, on va estudiar amb el pintor italià Antonio Fontanesi. Tingué com a companys a altres pintors coneguts com a Matsuoka Hisashi, Koyama Shōtarō o Takahashi Genkichi, amb els quals, a més d'altres, el 1878 va fundar la Societat dels Onze perquè no estaven satisfets amb el substitut a l'escola de Fontanesi, el qual havia tornat al seu país a causa d'una malaltia. En aquesta organització va continuar desenvolupament les seves habilitats per compte propi. D'entre tots els deixebles de Fontanesi, Asai va ser un entusiasta de l'estil de l'escola de Barbizon, a més va assolir molt d'èxit com a artista després de la marxa del mestre.
El 1889 va ser un dels fundadors de la Societat de Belles Arts Meiji, el primer grup del moviment de pintors d'estil occidental (yōga) del Japó. El 1898 va esdevenir professor de l'Escola de Belles Arts de Tòquio. L'any següent, el Ministeri d'Educació va decidir becar-lo per ampliar estudis a París. A França va estar-se dos anys, l'experiència el va marca molt, influenciat per l'estil impressionista, va acabar canviat el seu primer estil, com es reflecteix en l'obra Safareig de Grez-sur-Loing (1901) i en totes les seves pintures i aquarel·les posteriors.
Quan va tornar al Japó, va decidir instal·lar-se a la regió de Kansai, i malgrat els pocs anys que li quedaven de vida, el seu estil yōga va tenir un impacte profund. Va ser nomenat professor de l'Escola d'Arts i Oficis de Kyoto i va ser fundador de l'Institut d'Arts de Kansai. Cal destacar entre els seus alumnes els pintors Yasui Sotarō i Umehara Ryuzaburō.

## Llegat
Moltes de les seves obres són al Museu d'Art de la Prefectura de Chiba, on des de 1974 s'ha dut a terme una intensa recerca i col·lecció d'obres d'Asai. Actualment disposen de 180 pintures a l'oli, aquarel·les, pintures japoneses i objectes d'artesania, així com esbossos, cartes i diversos materials pertanyents al pintor.

## Galeria

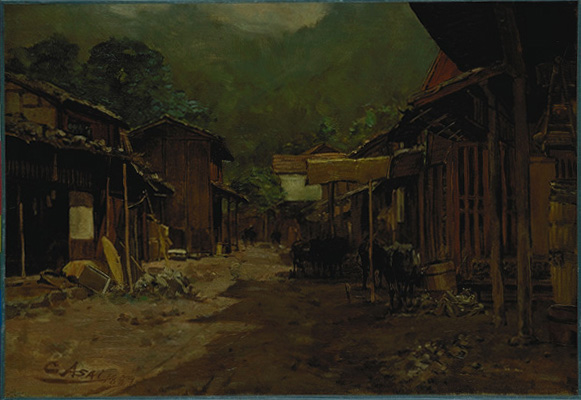
Poble prop de Hachiōji (1887). Museu d'Art de la Prefectura d'Aichi.
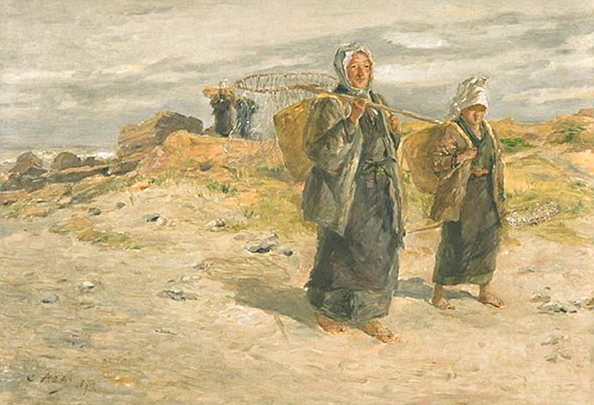
Pescadores (1897). Museu d'Art de la Prefectura de Chiba.
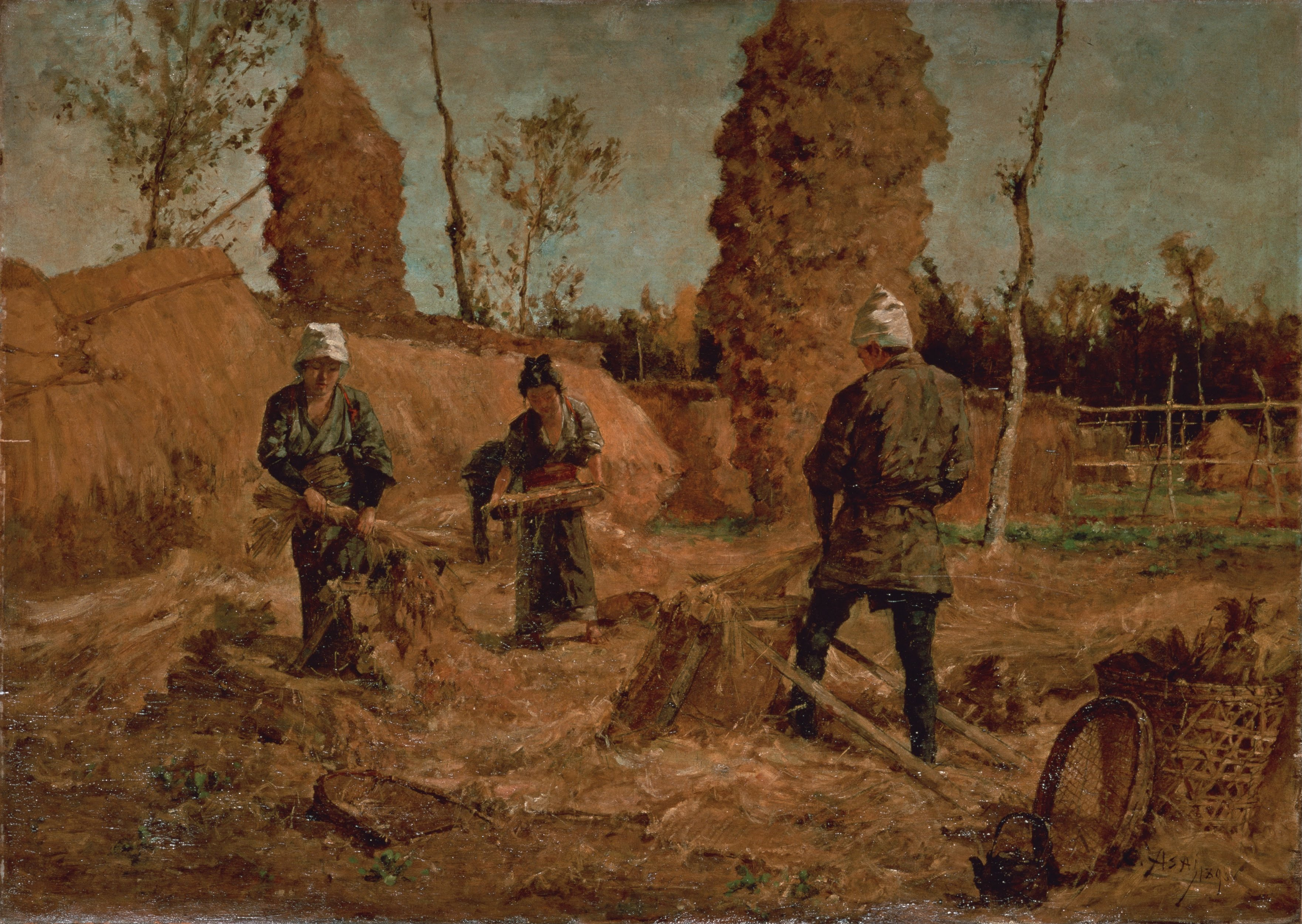
Collita (1890). Universitat de Belles Arts de Tòquio.
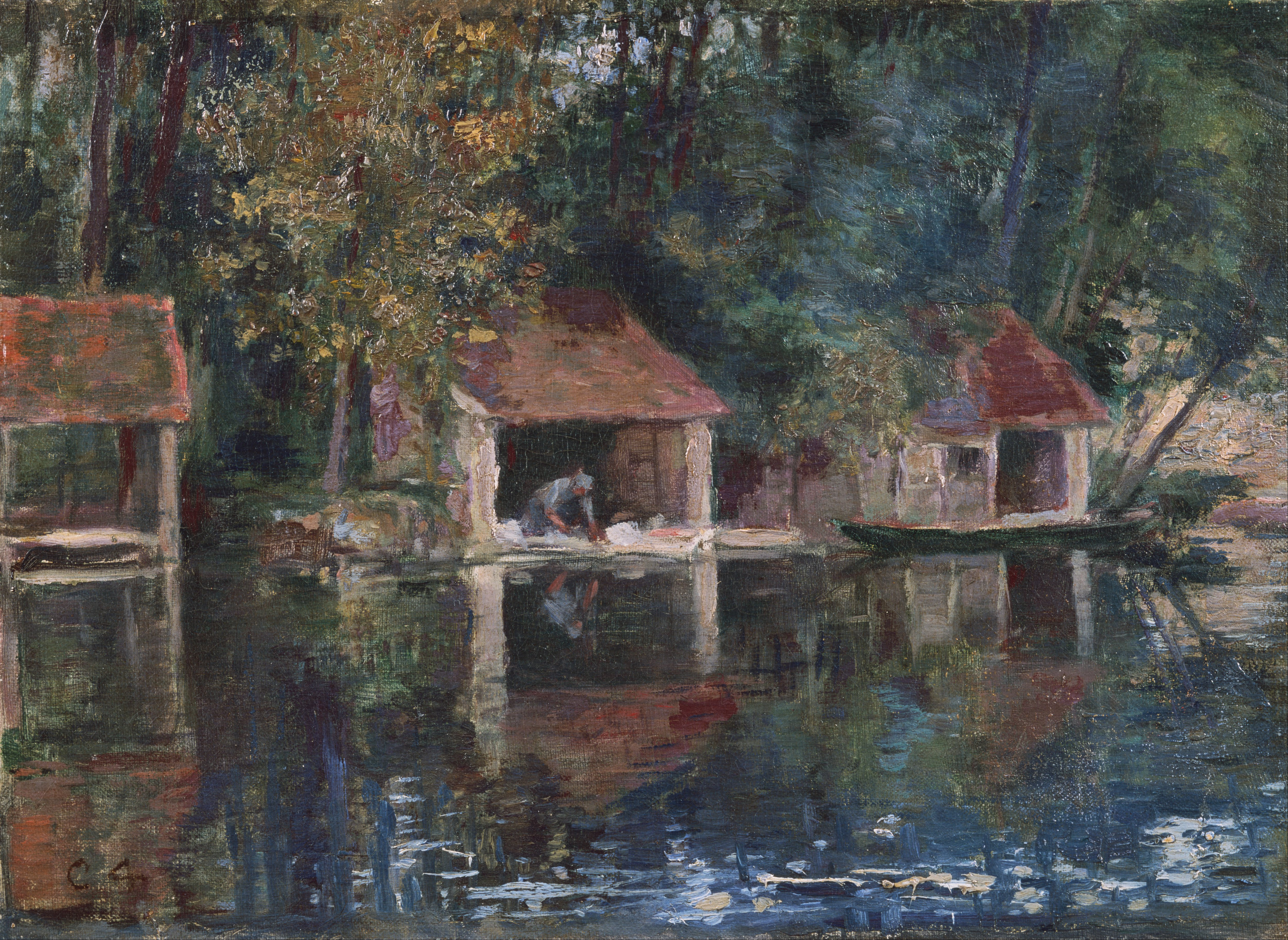
Safareig a Grez-sur-Loing (1901). Museu Artizon.
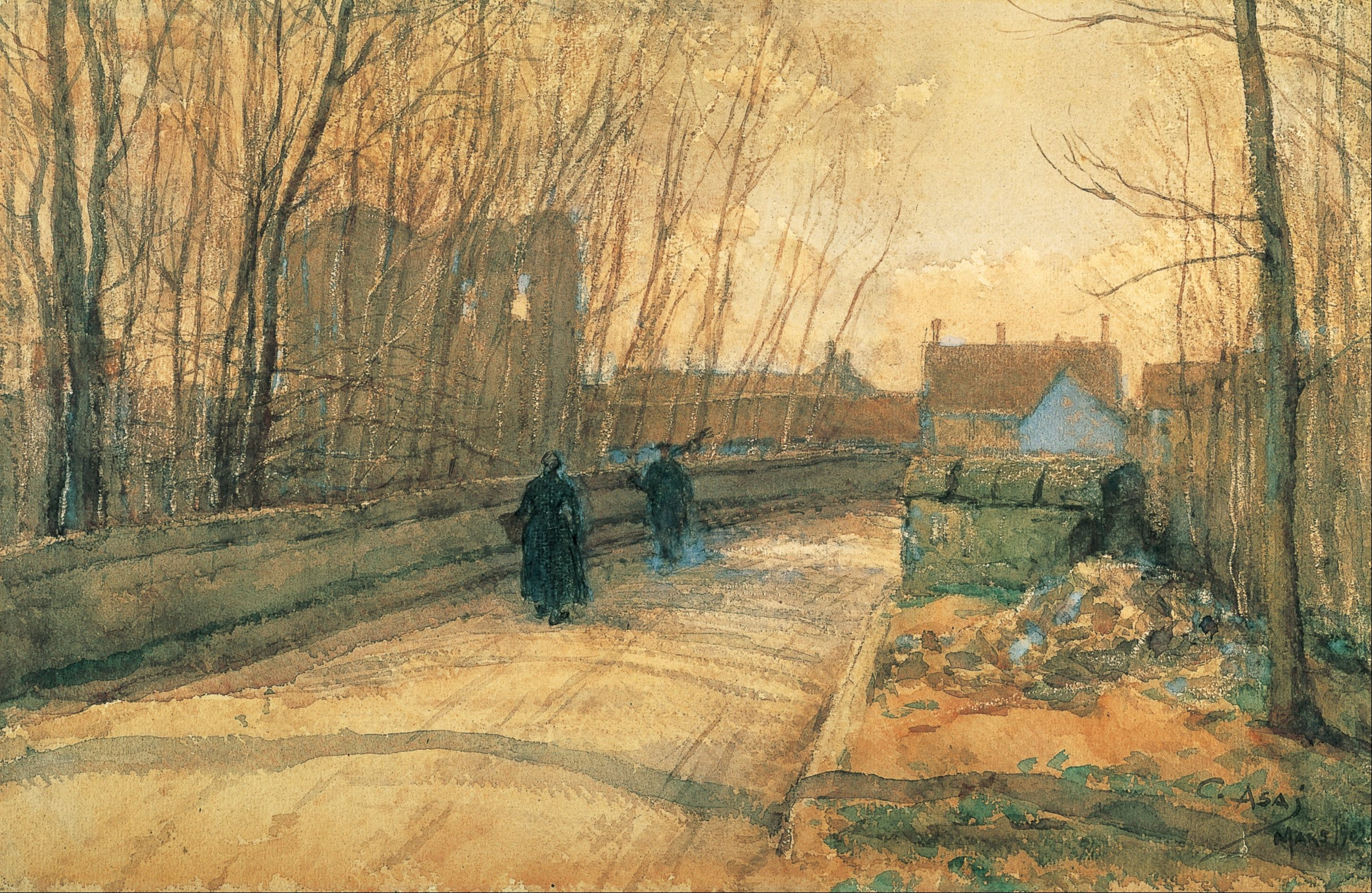
Pont a Grez-sur-Loing (1902). Museu Artizon.
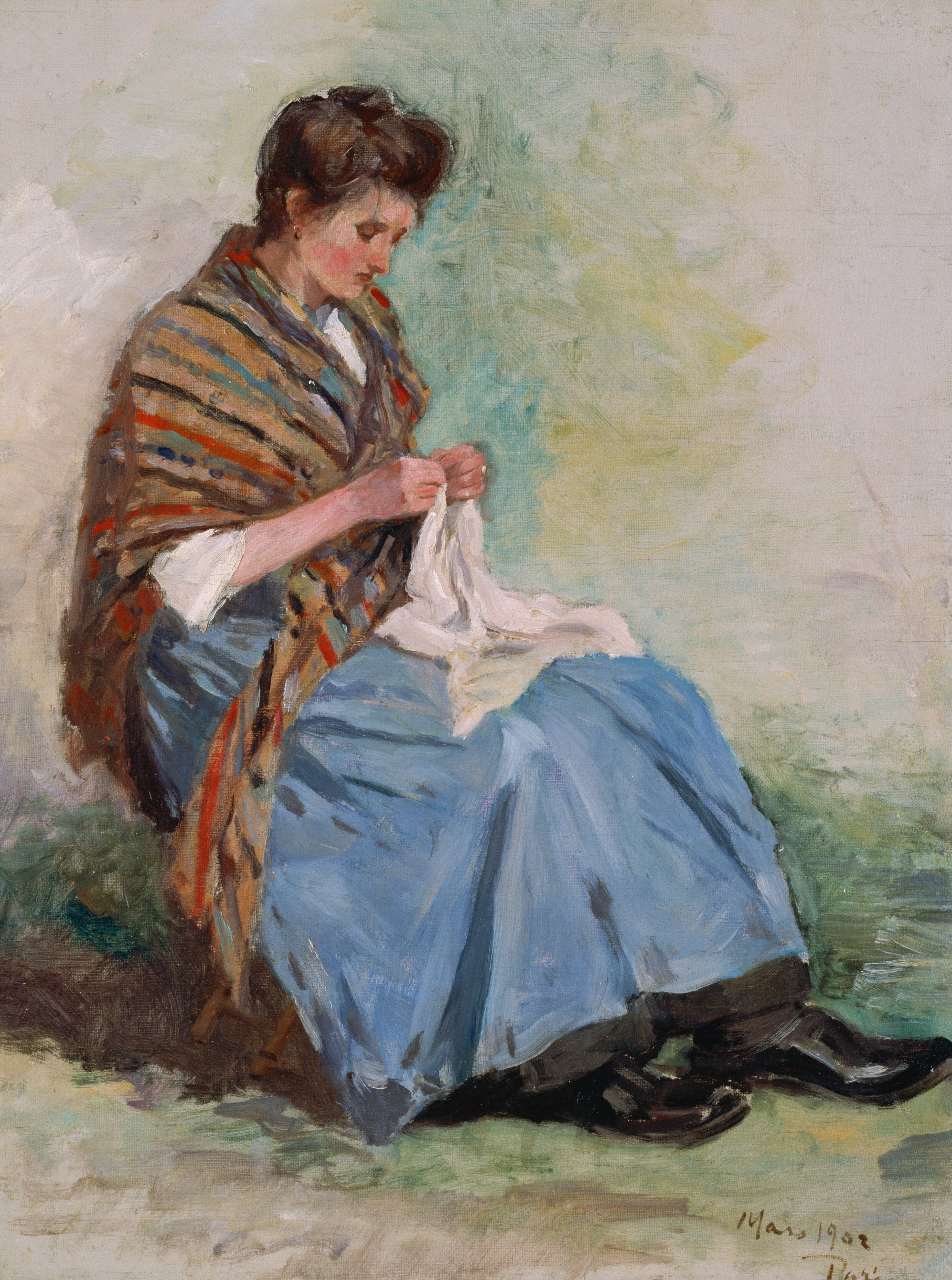
Dona cosint (1902). Museu Artizon.